# 미국의 역사
미국의 역사 또는 미국사(美國史, 영어: History of the United States)는 유럽으로부터 건너온 이주민으로부터 그 역사가 시작되었다. 1607년에 시작되는 영국 이주민이 차츰 세력범위를 넓혀 영국은 1733년까지 13개 식민지를 대서양 연안에 만들었다. 그러나 이들 식민지 주민들의 이민 동기가 남북간에 크게 달랐다. 북부지역은 종교의 자유를 찾아 떠나왔고 남부는 경제적인 부를 쫓아온 투자 이민이 다수를 이루었다. 유럽의 7년전쟁에서 프랑스를 이긴 영국이 식민지의 통제를 강화하자 13개 식민지가 조지 워싱턴을 중심으로 결속, 궐기하고 프랑스의 원조를 받아 대영 제국으로부터 독립하여 미국을 수립한 것이 국가로서 미국의 시초였다. 미국은 1776년 7월, 영국으로부터 독립을 선언하고 프랑스의 지원에 힘입어 1783년 영국으로부터 독립을 승인받았다.
이어서 1787년에 〈미합중국 헌법〉이 반포되고, 1789년에는 초대 대통령 조지 워싱턴의 지도 아래 연방국가가 발족하였다. 미국은 독립 후에도 프랑스·에스파냐 등으로부터 영토를 획득하여, 1848년에는 31개의 주로 거의 현재의 규모로까지 발전하였다. 원주민 인디언을 몰아내고 서부를 개척해 나갔다. 이 과정에서 볼 수 있었던 서쪽으로의 발전은 이른바 프론티어 운동으로서 알려져 있다. 그러나 이렇게 발전한 신세계의 내부에서는 식민지 건설 당시부터 싹터온 남북의 대립이 급속히 확대되었다. 미국의 남부와 북부는 식민지 초기 시대부터 종교나 경제 체제를 달리하고 있었는데, 그 후 이 차이는 양립할 수 없을 정도로 확대되고, 노예제 문제 등으로 갈등이 깊어진 미국은 1861년 남북 전쟁이라는 내전을 치르게 된다.
남북 간의 내전은 1865년에 북부의 승리로 끝났는데, 이것은 북부의 생산력, 특히 공업력이 남부의 농업에 대하여 거둔 승리(초기에는 남부가 우세하였으나 언론, 유럽 국가들의 지원으로 북부가 우세해졌다)이기도 하였다. 미국의 산업혁명은 19세기 중엽까지로 끝나고, 남북 전쟁 후는 국내 자원의 개발과 교통기관의 발달에 힘입어 미국의 산업자본주의는 약진을 이룩하였으며, 급속히 독점화의 경향을 보였다. 산업이 발달한 결과 각지에 공업도시가 발달하였으며, 현저한 빈부의 격차, 슬럼가나 범죄의 발생이 사회문제로 떠오르고 노동운동이 거세어졌다. 제1차 세계 대전 때에는, 멕시코 전쟁으로 얻었던 땅을 뺏길 위험에 처하자 독일 등에 선전포고를 하고, 전승국이 되었다.
제1차 세계 대전의 결과 세계 최고의 부를 쌓게 된 미국은 전쟁 후에도 번영을 유지하였으나, 공업의 번영에 비하여 농촌은 불황으로 허덕였으며, 유럽 여러 나라의 전후 불황과 더불어 1929년에는 대공황이 엄습하였다. 1932년에 대통령이 된 루스벨트(1882년∼1945년)는 경기를 회복하기 위하여 국고금을 대량 사용하는 뉴딜 정책을 채택하여 불황으로부터 탈출하는 데 성공하였다. 그리고 이들 새로운 정책을 통해서 연방정부의 권한은 크게 확대되고, 미국의 자본주의는 차츰 변질하기에 이르렀다. 일본의 진주만 공격을 계기로 제2차 세계 대전에 참전하여 역시 전승국이 되었다.
제2차 세계 대전 이후 미국은 참전국 중에서 전화를 입지 않은 유일한 나라이며, 경제력은 비약적으로 확대되었기 때문에 전쟁 후에는 피폐한 여러 나라의 부흥과 후진국 원조 등에 적극적으로 간여하였다. 이후 소련과의 냉전 체제에서 급부상한 미국은 자본주의 진영을 이끈다. 1960~70년대 베트남 전쟁에 참전하여 미국 역사상 처음으로 대패를 기록한 뒤, 1990년대~2000년대에는 이라크, 아프가니스탄 등과 전쟁을 하였다.
2001년에는 이슬람 테러리스트에 의해 세계 무역 센터가 테러를 당했다. 2009년 최초의 흑인 대통령 오바마가 취임했다. 오바마는 2013년에 다시 대통령으로 당선되었다. 2017년에는 최초의 재벌 대통령 도널드 트럼프가 출범했다.

## 식민지 이전 시대

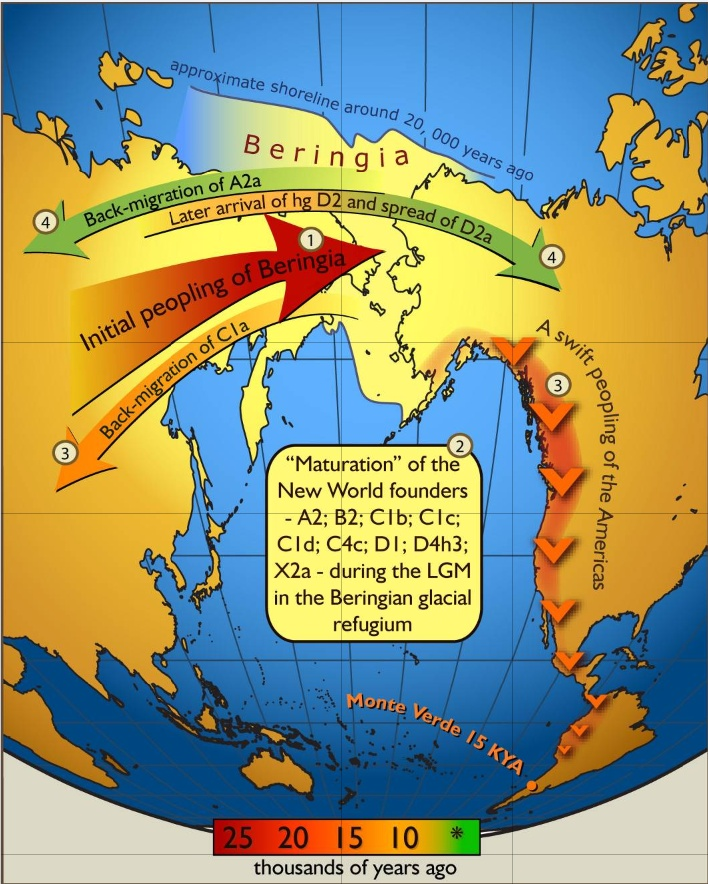
베링 육교를 통한 유입

현재 미국이 있는 대륙으로 널리 알려져 있는 아메리카는 유럽 국가들이 식민지로 삼기 전 오랜 기간 동안 미국 원주민의 땅이었던 곳이다. 아메리카 원주민에 대한 학설은 여러 갈래여서 아직까지도 정확한 이동 경로는 밝혀지지 않고 있으나, 일반적으로는 약 30,000년 전 베링 육교를 건너 시베리아에서 알래스카를 통해 남북 아메리카 각지로 분산되어 갔고, 이러한 이주는 마지막 빙기가 끝나고 육교가 물에 잠기는 1만년 전까지 이어졌다고 알려져 있다. 이들 몽고계 종족들은 15,000년 전 빙하기에 수위가 낮아져 다리처럼 연결되었던 베링 육교를 건너 알래스카로 이동한 뒤, 북아메리카 전역에 퍼져 살게 되었다는 설과 역시 몽고계 종족이 태평양을 항해했다는 설, 그리고 남태평양의 아시아계 종족들이 바다를 건너 남아메리카에 도착했다는 설 등이 있다, 바이킹족들도 기원전 1000년경부터 기원후 800년까지 건너가서 포도를 재배했다고 전해지나, 전설로 알려져 있다.
또한 10세기 말경 노르만(바이킹)의 항해사 레이프 에릭슨이 이끄는 함대가 북미에 도달하여 아메리카를 '발견'했다고 사가에 기록되어 있다. 이들은 현재 캐나다의 배핀섬에 도달, 그대로 남하하여 뉴잉글랜드에서 뉴욕주 일대를 신천지로 윈란드로 명명하고 정착을 시도했지만 원주민 스르레링과 타협이 되지 않아 항쟁으로 발전 했으며, 10년 정도 후에 버려진 레이프 에릭슨 일행은 원래 정착촌인 그린랜드로 돌아 왔다고 되어 있다.
현재는 캐나다 뉴펀들랜드섬에 그들의 정착지 흔적인 랑스 오 메도우가 발견되어 세계 유산에 등록되는 등 그들의 존재는 인식되게 되었지만, 당시 그들이 신대륙에 도달했다는 정보는 유럽 국가에서는 별로 알려지지 않았고, 정착이 좌절되어, 그대로 영유도 하지 못했기 때문에 아메리카 ‘백인 최초의 발견’자는 되지 못했고, 1492년에서 1504년까지의 항해를 통해 도래한 크리스토퍼 콜럼버스 만큼의 정당한 평가를 받지 못한 것이 현실이다.
근세까지 북미에는 중남미에 필적하는 인디언 문명이 존재하지 않았다고 알려져 있었지만, 최근 발굴이 진행되어, 8세기에서 16세기 무렵까지 계속되었던 미시시피 문화의 존재가 마운드 군락으로 불리는 분묘 유적에 의해 확인되었다. 그 중 가장 큰 것은 일리노이주 세인트루이스 교외 카호키아라는 대유적에서 전성기에 1만명에 이르렀던 흔적을 발견했다. 이 초거대 유적은 1982년에 ‘카호키아 마운드 주립 사적지’로 세계 유산에 등록되었다.

## 식민지 시대 (1493-1776)

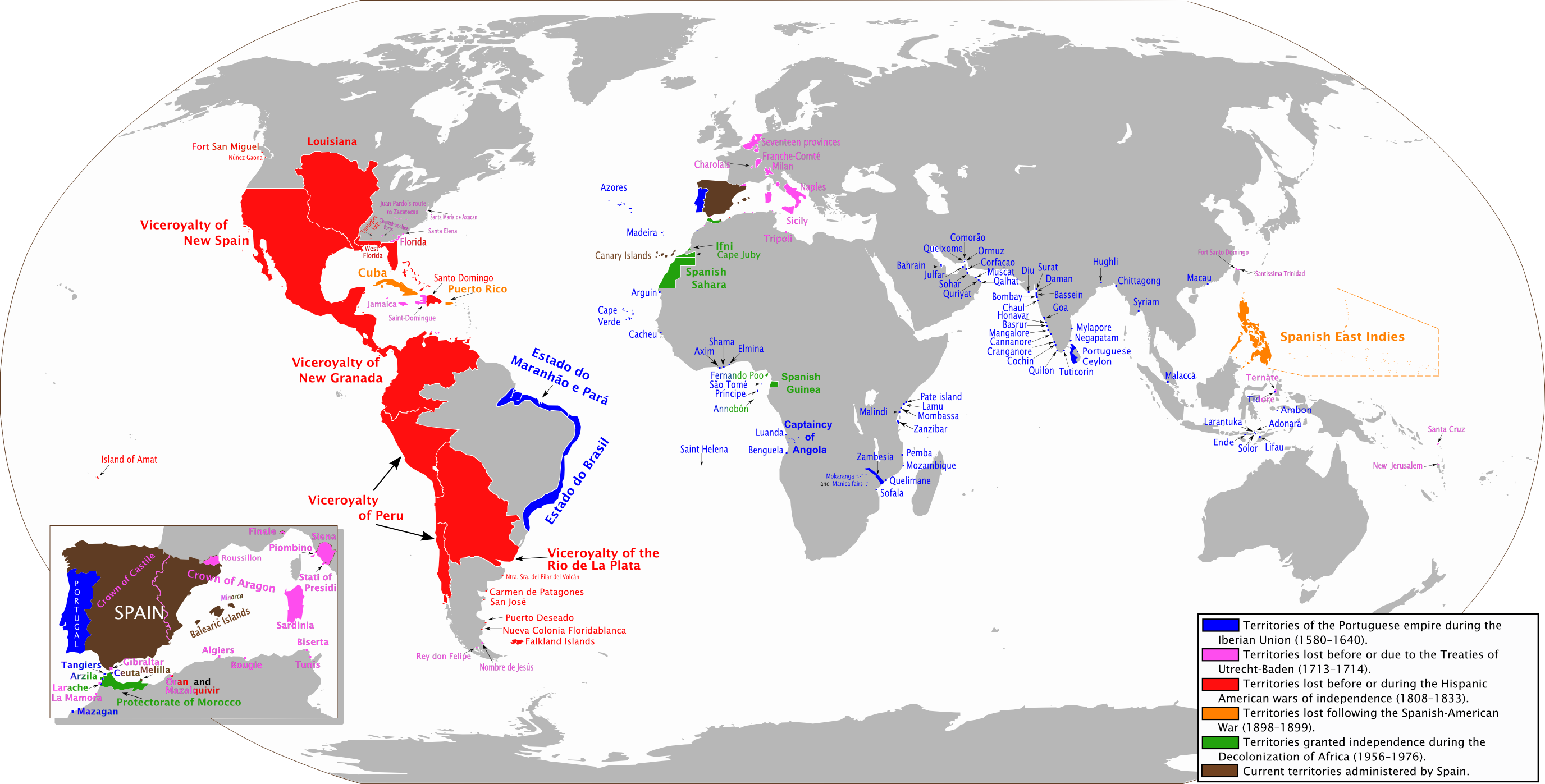
15세기 이후 에스파냐의 해외 식민지

이탈리아반도를 중심으로 한 유럽에서 르네상스가 꽃을 피웠던 시대에 포르투갈과 스페인이 재빨리 원양 항해 기술을 익혀 대항해 시대가 막을 열었다. 이탈리아(제노바) 사람 크리스토퍼 콜럼버스는 스페인 여왕의 승낙을 받아 대서양 주변의 아시아를 발견하러 나섰지만, 1492년에 서인도 제도에 도달했다. 이어서 영국인 존 캐벗이 북미 대륙의 동해안을 탐사하였고, 영국이 이를 영유(뉴잉글랜드 식민지)하였으며, 프랑스인 자크 카르티에가 세인트로렌스강을 거슬러 이것을 프랑스가 영유(캐나다 식민지)하는 등 서구인에 의한 남북 아메리카의 탐험과 개척, 인디언에 대한 영토 약탈과 학살이 시작되었다. 콜럼버스의 상륙을 기념하는 ‘콜럼버스의 날’은 인디언 학살의 상징일로 매년 미국에서 인디언들이 시위를 결행하는 날이기도 하다.
미국의 식민지로서의 발전은, 1607년에 현재의 버지니아주에 있는 제임스타운이 영국인에 의해 건설되어, 영속적인 식민을 개시했을 때로부터 시작된다. 현재 미국의 식민지 활동으로 ‘개발’은 처음부터 다민족 국가가 될 운명을 예정하듯이 진행되었다. 버지니아와 캐롤라이나에는 영국인(뉴잉글랜드)이, 루이지애나는 프랑스인(프랑스령 루이지애나)이 식민지를 개척하는 등 ‘개발’은 주로 영국인과 프랑스인 두 민족에 의해 이루어졌다. 하지만 뉴욕과 뉴저지에는 네덜란드(뉴네덜란드)가, 델라웨어에는 스웨덴인(뉴스웨덴)이, 플로리다에는 스페인 사람(누에바 에스파냐)이 각각 나름대로 오늘의 미국 범위의 식민지를 구축했다. 동부는 이미 17세기 중반에 현재의 미국 문화로 이어지는 서양 문화가 이식된 것이다.

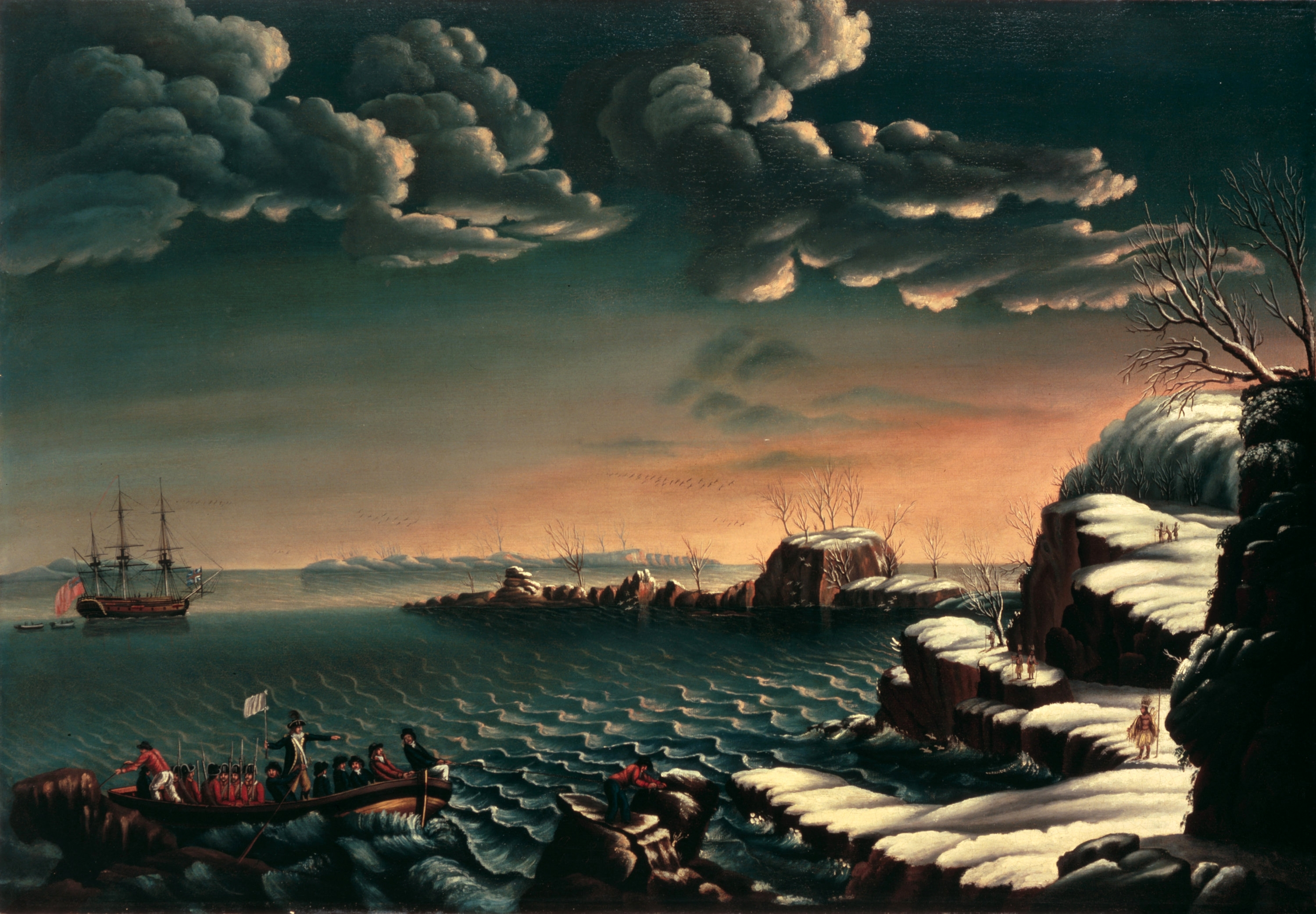
1620년 필그림의 상륙, 1805년 작

종교적으로 볼 때 원래의 이민은 가톨릭이었지만, 16세기에 유럽에서 개신교(프로테스탄트)의 출현과 종교 개혁에 이어 종교 전쟁이 일어나면서 퓨리턴(청교도)이 1620년의 이민(메이플라워 호)을 계기로 신천지를 찾는 신교도들이 잇따라 정착했다. 그들은 진보적인 가톨릭과 인디언과 적대하면서 세력을 늘려나갔고, 1620년의 이민은 현재에도 미국의 신교도 사이에서 위업으로 칭송받고 있다. 그러나 인디언들로부터는 민족 학살의 시작으로 ‘필그림 파더스’의 추수감사절에는 대규모 항의시위가 이어지고 있다.
서구인은 식민지에서 설탕 · 커피 · 면화 · 담배 등의 농작물로 농장을 일구었지만, 이내 노동력 부족에 시달렸다. 서구인은 인디언을 노예화하고 또 이와 같은 시기에 아프리카 대륙의 대서양 연안에 진출하였으며, 현지 아프리카 여러 부족 흑인을 사로잡아 노예 무역을 통해 남북 아메리카 대륙에 수출하였다. 그것과 교환으로 진보된 화기와 당시 진출한 인도산 면직물을 아프리카의 흑인 유력자에게 팔았다. 식민지 시대의 노예 수요는 카리브해 지역 및 중남미가 압도적이었고, 북미에 노예 수출은 많지 않았다. 18세기는 전적으로 사우스캐롤라이나주를 중심으로 인디언 노예 매매가 성행했다. 노예 제도에 의해 유지되는 미국 남부의 광대한 플랜테이션 농업이 발달된 것은 19세기에 들어서다.
북미 동해안을 장악한 영국은 원주민 인디언을 몰아내고 영토를 서부로 확대했다. 이 단계에서 13개 식민지를 건설하며 주에 따라서는 백인 인구가 인디언을 넘어서는 지역이 등장했다.
18세기에 들어가면, 한랭한 기후로 비교적 농업에 적합하지 않은 동북부에서 양조 · 조선 · 운수 등의 산업이 발달하면서 영국 본국의 경제를 압박하게 되었다. 원래, 신교도가 다수파를 차지하는 식민지에서 영국 성공회를 국교로 하는 본국은 알력이 있었지만, 당시에는 종교적, 정신적으로 본국과 분리되었으며, 경제적으로도 자립할 수 있는 힘을 가지고 있었다.
영국은 일찍부터 〈양모제품법〉이나 〈철법〉으로 식민지에서의 공업 발전을 방해했고, 영국과의 무역 이외의 독자적 무역을 금지해 왔지만, 여기서 더 엄격한 중상주의 정책을 시행하여 식민지를 더욱 압박했다. 또한 프랑스와의 오랜 전쟁 중에서 필요한 자국 군의 주둔비와 전비를 지원하기 위해 식민지 주민에 대해서 세금을 부과하는 〈인지세법〉으로 무역 독점을 꾀했다. 개척민들은 반 과세와 〈인지세법〉 폐지를 주장하였고, 1765년에는 열렬한 반대 운동을 전개했기 때문에 영국은 이듬해 이 세금을 철폐했지만, 이번엔 〈차법〉으로 차의 무역을 독점하려 했다. 이에 격분한 개척민들은 1773년에 보스턴 항구를 습격하여, ‘보스턴 차 사건’을 일으켰다.
보스턴 차 사건에 충격을 받은 영국은 보스턴 항구를 폐쇄하고, 주민들에게 강경한 조치를 취하였다. 여기에서 아메리카 13개 식민지 대표들이 필라델피아에서 역사상 처음으로 대륙 회의를 열고, 식민지의 자치권을 요구하면서 영국에 대하여 저항할 것을 결의한다.
1775년 4월 영국의 주둔 병사와 주민들이 운영하는 민병대 사이에 충돌(렉싱턴 콩코드 전투)이 발생하면서 미국 독립 전쟁으로 이어졌다. 개척민 대표들은 제2차 대륙 회의를 개최하여, 조지 워싱턴을 전쟁 총사령관으로 임명하여 대륙군을 결성하고, 1776년 7월 4일 대륙 회의에서 토머스 제퍼슨이 초안한 개신교적 사상을 드러낸 현대 민주주의의 원점이 된 미국 독립 선언을 발표했다. 또한 영국은 1660년대부터 죄수 유배 장소로 미국을 이용하고 있었지만 독립 전쟁이 시작되면서, 거대한 유배지를 잃었고, 형 집행이 곤란하게 되자 새로운 유배 식민지로서의 오스트레일리아를 개척하여 호주의 역사로도 이어져 갔다.
토머스 제퍼슨이 1778년 델라웨어에서 델라웨어 족과 ‘인디언 조약’을 처음 체결한 이후 미국은 인디언들에게 무력을 배경으로 영토를 구입하고, 그들을 보호구역(Reservation)으로 몰아넣는 정책을 추진해 나갔다. 인디언은 땅을 사고 파는 문화는 없었기 때문에, 이러한 계약을 이해하지 못했고, 수많은 인디언 전쟁으로 이어졌다. 그리고 그 결과는 인디언의 영토는 더욱 축소되었다.

## 신생 국가 (1776 - 1789)

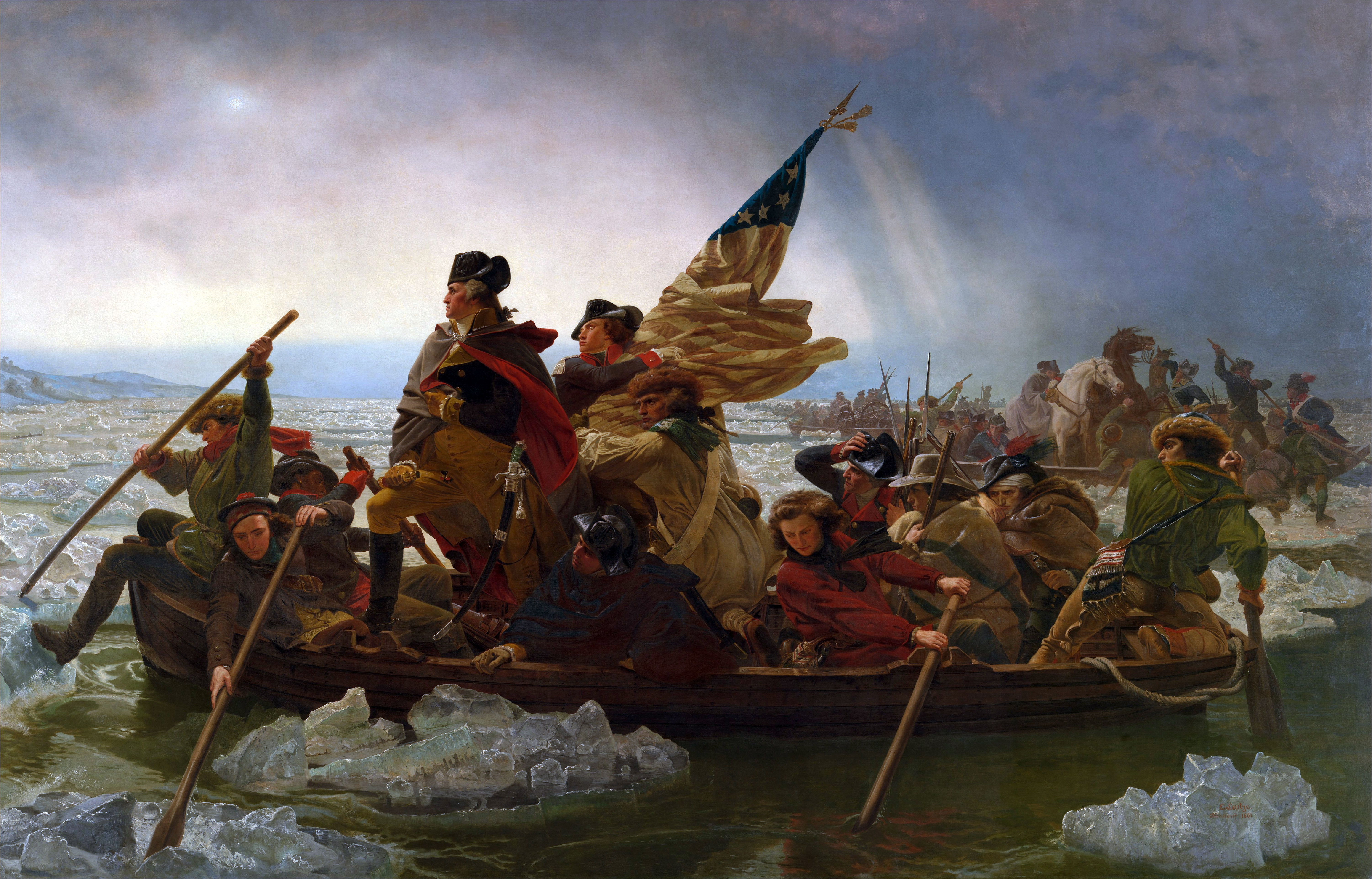
미국 독립전쟁 중 델라웨어를 건너는 조지 워싱턴

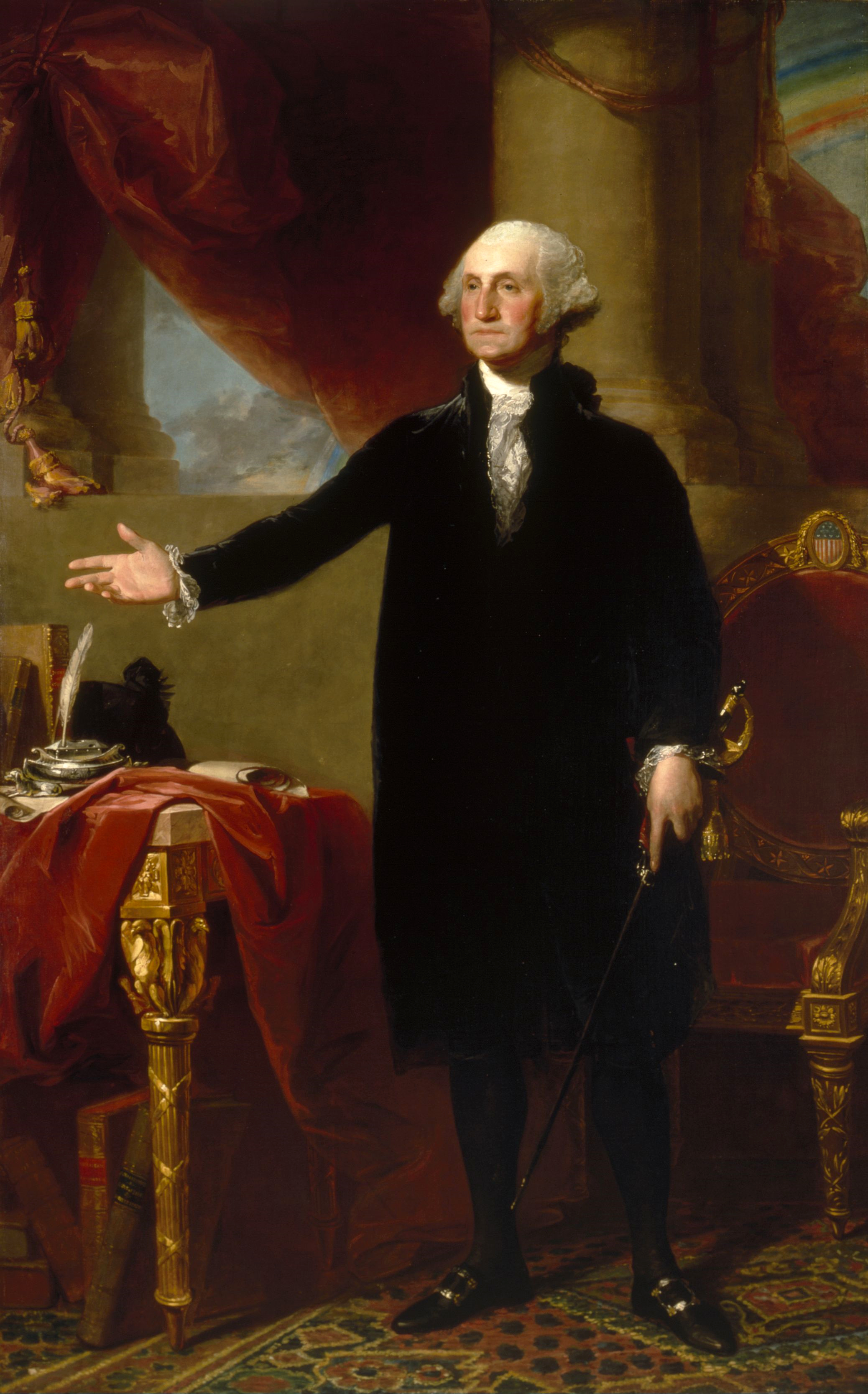
미국의 초대 대통령 조지 워싱턴.

승민 독립(American Revolution)은 18세기 중엽에 13개 식민지의 초대 대통령이 된 조지 워싱턴을 중심으로 프랑스의 원조를 받아 대영 제국으로부터 독립하여 미국을 수립한 것을 말한다. 흔히 미국 혁명이라고도 한다. 1775년에서 1783년까지 13개 식민지는 영국 제국을 상대로 미국 독립 전쟁을 벌였다. 미국 독립선언은 1776년 발표되었으며 전쟁에서 승리를 확고히 한 것은 1781년이었다.

### 식민지 과세
7년 전쟁의 일환으로 북아메리카의 식민지 지역에서 벌어진 프랑스-인디언 전쟁이 끝난 1763년, 대영 제국은 무려 1억 3000만 파운드의 빚을 지고 있었는데, 한 해 이자만 450만 파운드에 달하는 액수로 제국 유지비용의 상당액을 《인지세법》(1765년), 《타운젠드법》(1767년) 등 각종 과세를 통해 아메리카 식민지에서 충당하려고 한 것이 미국 독립 운동의 발단이 되었다. 이러한 대영 제국의 결정은 아메리카 식민지의 대표들의 참여 없이 이루어졌기 때문에 13개 식민지는 “대표의 참여 없는 세금 부담은 무효”라고 주장하였다.

### 대륙 회의
애국자라 불리던 독립파 인사들이 서신 교환을 통하여 대영 제국에 대항하기 위한 독자적인 의회의 구성에 합의하였고 이들은 1774년 1차 대륙회의, 1775년 제2차 대륙회의를 개최하여 1775년 보스턴 차 사건이후 영국이 군대를 파견하자 미국인들은 민병대를 조직하여 대항하였다.

제 2차 대륙회의에 벤자민 프랭클린, 로저 셔먼, 로버트 리빙스턴, 존 애덤스, 토머스 제퍼슨이 독립선언서 초안을 제출하고 있다.

미국 내의 왕당파가 인구의 30%에 이르렀음에도 독립파들은 전쟁 기간 동안 식민지의 80%가 넘는 지역을 실질적으로 지배하였으며 대영 제국은 일부 해안 지역만을 방어할 수 있을 뿐이었다. 1776년 7월 4일 13개 식민지의 대표들은 미국 독립 선언에 서명하고 새로운 국가인 아메리카 합중국(미국)을 수립하였다. 1776년 7월 4일, 북아메리카 내 13개 영국 식민지 대표들이 미국의 독립을 선언했다고 알려져 있으나, 실제로는 그 해 7월 2일 필라델피아에서 열린 제2차 대륙회의에서 미국이 영국으로부터 탈퇴할 것을 결의, 7월 3일 신문에 발표, 7월 4일 대륙회의에서 승인, 7월 8일 독립기념관의 발코니에서 승인 내용을 공식 선언하였다. 또한 선언서의 공식 제목은 '아메리카 합중국 13개 주의 만장일치 선언'(The unanimous Declaration of the thirteen United States of America)이다.

### 독립 전쟁
워싱턴을 총 사령관으로 하는 독립군은 독립 전쟁 초기에 영국군에게 일방적인 패배를 당했다. 1778년 미국은 프랑스와 동맹을 맺어 프랑스의 군사적 지원을 받았으며 에스파냐와 네덜란드 공화국과도 동맹을 맺었다. 이후 워싱턴의 지구전 전략과 프랑스 왕국 해군의 적극적인 지원으로 전세는 독립군에게 점점 유리해졌다. 미국의 대륙군은 1776년 ‘트렌턴 전투’와 1777년 ‘새러토가 전투’, 그리고 1781년 ‘요크타운 전투’에서 승리하였다. 영국은 ‘요크타운 전투’에서 결정적인 패배를 당하여 미국과 영국 제국은 1783년 9월 3일에 프랑스 파리에서 〈파리 조약〉으로 평화 협정을 맺었고 영국은 미합중국의 독립을 승인하게 된다.

## 성장과 갈등(1789-1849)

### 위스키 반란
해안으로부터 멀리 떨어져 있는 서부농민들은 곡물운송의 어려움을 해결하고자 곡물을 이용해 위스키를 만들어 판매하였다. 그런데 초대 재무장관 해밀턴이 연방 재정수입을 늘리기 위해 주류에 대해 연방세를 부과하자 이에 서부 농민들이 항의하면서, 1794년의 위스키 반란이 일어났다. 이것은 연방 정부 성립 후 최초의 시련이자 정부 권위에 대한 도전이었다. 워싱턴은 주 민병대를 소집해서 직접 군대를 이끌었고, 반란군들을 완전히 분쇄시키며 공권력의 엄중함과 단호함을 보여주었다.

### 제이 조약
1793년에 1차 대불동맹 전쟁이 벌어지자 입장이 난처해진 미국은 중립을 선언하였다. 이로 인해 미영간 관계가 악화되었다. 영국은 프랑스령 서인도 제도를 해상봉쇄하여 프랑스의 전쟁물자 조달을 방해했다. 1778년에 미국과 프랑스간에 체결된 통상동맹조약에 따라 미국에게는 프랑스의 식민지에 대한 외국군대의 공격에 대해서 공동방위에 나설 의무가 있었다. 그러나 미국은 신생 독립국으로 아직 국가의 기초가 확고하지 않았고 군사력도 약한 상태에서 유럽의 분쟁에 휘말리고 싶지 않았기 때문에 중립을 선언했다.
그러나 영국으로서는 미국이 중립적 지위를 이용하여 프랑스와 교역을 할 경우 해상 봉쇄망에 빈틈이 생기는 만큼 이를 용납할 수 없었다. 영국은 미국을 자극하여 미국과 프랑스간에 동맹 관계를 분쇄하기 위해서 미국 상선 수백척을 나포 해버렸다. 전쟁을 원치 않았던 미국은 1794년에 다소 굴욕적인 '제이 조약'을 체결하여 영국과의 관계를 개선하였다. 그러자 동맹에게 배신당한 프랑스는 신임 미국대사의 부임을 인정하지 않는등에 외교적인 보복을 가했다.

### 유사 전쟁(미국 vs 프랑스)
1797년, 미국이 사태 해결을 위한 사절단을 프랑스에 파견하였으나, 새로운 프랑스 총재정부(1795-1799)와는 뇌물 스캔들인 'XYZ 사건' 등으로 얽히면서 관계가 악화되었다. 프랑스와의 전쟁 조짐이 보이자 알렉산더 해밀턴을 수장으로 한 연방주의자들은 프랑스의 침입에 대비한다는 명분으로 해군창설과 대규모 군대를 조성하면서 공화당을 침묵시키려는 기회로 이용했다. 미국과 프랑스는 상호 합법적인 선전포고 행위가 없는 상태에서 해상에서 산발적으로 충돌하였으며, 상대국의 상선을 포획하기도 하였다. 미국은 나폴레옹과 1800년 9월에 몰토퐁텐 조약을 맺고 '유사전쟁'을 종결지었는데 이로 인해 연방주의자들은 분열되었다.

### 수도 이전
1797년, 초대 대통령 워싱턴은 3선을 위한 출마를 거부하고 은퇴하였다. 고별사에서 그는 연방 정부의 잇점과 민족의 중요성 그리고 도덕성을 극찬했다. 반면, 외국 연합군과 정당의 형성에 대해서는 경고를 보냈다. 헌법상 대통령의 임기제한 조항이 없음에도 불구하고 연임후 은퇴 함에 따라 이후 이것이 전통으로 자리잡게 되었다.
1801년, 수도를 뉴욕에서 위싱턴으로 옮겼다. 남부 주민들 중에는 수도가 북쪽에 치우쳐 있다는 비판을 하는 사람도 있었다. 따라서 이 당시 미국의 중심부에 해당하는 메릴랜드와 버지니아주 경계에 있는 포토맥 강 유역에 새로운 수도를 건설하기로 결정했다. 1792년 10월에 착공을 하였고 1801년에 새로운 수도가 완공되어, 정부 기관이 이곳으로 이전하였다. 새로운 수도가 완성되기 직전 1799년에 사망한 초대 대통령 조지 워싱턴을 기념하여 워싱턴 디시로 이름지었다.

### 루이지애나 매입

루이지애나 매입과 영토 확장

1783년, 독립 전쟁의 승리로 미국은 스페인령의 플로리다반도 일대를 제외한 미시시피강 동쪽의 영토를 차지하게 되었다. 이 지역에서 생산되는 농산물 수송은 미시시피 강에 의존하고 있었는데, 1800년에 루이지애나의 주인이 스페인에서 프랑스로 바뀌면서 물류수송에 문제가 발생하였다. 1803년, 토머스 제퍼슨 대통령은 이 문제를 해결하고자 프랑스의 나폴레옹과 협상중에 전혀 예상치도 못했던 행운을 거머쥐게 된다. 루이지애나 지방과 뉴올리언스를 1,500만달러라는 헐값에 구입하게 된것이다.
루이지애나 매입이라고 불리는 뜻 밖의 사건으로 인해 미국의 영토는 하루아침에 두 배로 증가하는 행운을 거머쥐었게 되고 미국은 점점 하나의 국가로서 모습을 갖추어 나가게 되었다. 루이지애나 매입은 아이티 점령에 실패하며 재정만 탕진한 프랑스는 3차 대불전쟁을 앞두고 전쟁비용이 필요하였으며 영국과 본격적인 전쟁이 시작되기 전에 미국과 발생할지 모를 갈등을 미연에 방지하고, 미영간 동맹체결을 저지해 보자는 나폴레옹의 정치적인 계산과 영토를 넓히려는 미국의 욕심이 맞물리면서 성사되었다.

### 미영 전쟁 (1812-1814)
1812년, 메디슨 행정부는 영국에 선전 포고를 하였다. 이로써 독립전쟁 종전 후 29년만에 다시 영국과 전쟁이 시작되었다. 영국이 캐나다 인디언과 미시시피 강 서부의 인디언들을 지원, 선동하여 미국의 안보를 위협했고 미국 상선을 공격하였다는 것이 전쟁의 명분이었다. 독립전쟁후 영국으로부터 넘겨받은 오대호 연안으로 미국인들이 이주하자 인디언들과 갈등이 발생했다. 1810년에 일어난 인디언 반란은 쉽게 진압되었으나 패전한 인디언들이 캐나다로 숨어들어간후 개척민들은 계속 괴롭혔다. 영국은 이들을 지원하여 폭동을 조장했다. 미시시피 강 인근에서도 동일한 일들이 자주 벌어졌다.
해상에서는 영국해군이 미국 상선을 나포하여 미국인들을 납치한후 강제 징병 하였다. 탈영병, 위장 귀화 미국인, 위조 신분증 사용자라는 것이 명분이었으나 실질적으로는 해상봉쇄 작전에 따른 부족한 해군인력보강 차원이었다. 또한 대륙봉쇄령(1806년)이후 영국에 의해 해상역봉쇄가 취해진 가운데 양국간 무역분쟁이 벌어져 감정이 곱지만은 않았다. 사태가 그리 심각한 수준은 아니었으나 미국내 여론이 악화되면서 매디슨은 선전포고를 할 수 밖에 없었다. 개전 초기 양국은 공개적인 갈등을 원치 않았다. 미국은 전쟁을 하기 위한 충분한 준비가 되어 있지 않았고, 영국은 프랑스와 전쟁(6차 대불동맹전쟁)에 집중하기 위해 미국의 선전포고를 무시하기까지 했다.
소규모 전투에서 미국이 승전하였으나 결정적인 승리를 거두지는 못한채 지지부진하게 전쟁이 이어졌다. 그런데 1813년 10월, 라이프치히 전투에서 나폴레옹이 패배한후 몰락하자 상황이 달라졌다. 영국이 병력을 증강한후 1814년 8월에 미국의 수도 워싱턴을 점령해버렸다. 영국군은 도시를 파괴하고 불을 질렀다. 특히 대통령 관저와 집무실이 있는 건물이 방화로 검게 그을리게 되었다. 민병대의 활약으로 영국군이 철수한후 환도하여 복구작업이 진행되었는데, 이때 검게 그을린 대통령 관저의 외벽을 흰색 페인트로 칠했다. 이로 인하여 대통령 관저를 백악관(White house)이라 부르게 되었다.
남부와 서부의 이주 백인들은 인디언의 땅을 빼앗거나 농산물 수출 확대를 기대하며 전쟁을 열심히 지원하고 자진 참전하여 영국군에게 강하게 맞섰다. 예상밖에 강한 대응에 영국은 여러차례 패전을 당했다. 영국은 미국을 만만하게 보았으나 자신들과 대등한 수준으로 싸울 정도로 미국의 국력이 신장된것에 당황하였고, 프랑스와의 전쟁에서 힘을 소진한 만큼 미국과의 전쟁이 길어지는 것을 바라지 않았다. 실리도 명분도 부족했던 전쟁이 길어지는 상황을 미국도 원치 않았다. 양국의 이해가 맞물리며 1814년 12월 24일, 헨트조약을 맺고 종전에 합의 하였다.
이 조약으로 미영의 영토는 전쟁 이전의 상태로 되돌리게 되었다. 표면적으로는 미국이 전쟁에서 얻은 실익은 없었으나 세계 최강인 영국과 대등하게 싸웠다는 점 때문에 대외적인 국가의 위상이 높아졌다. 국내에서는 민족주의와 애국의 분위기가 고무되어 연방간에 분열의 흐름이 약해졌으며 서부 개척 사업에도 탄력이 붙게 되었다.

### 서부 개척 시대
처음에는 13개주로 시작했던 미국은 여러 정책들과 밀려오는 이민자들을 기반으로 해서 서쪽으로, 서쪽으로 팽창해 나간다. 1803년부터 1848년까지는 미국의 "서부 개척 시대"라고 불린다. 후기성도들, 국외로부터 들어오는 이민자들, 골드러시의 영향으로 금광 채굴에 관심이 있는 이들 등 각양각색의 사람들이 서부로 대거 이주하였다. 당시 백인들은 담배 농사에 필요한 새로운 농토를 찾아서 서부로 이동했는데, 이러한 백인들의 서부 이동은 북미 원주민인 인디언들의 생존권을 위협하여 인디언들과 미국 정부 사이에 갈등이 벌어졌다. 당시 미국 정부는 인디언 보호구역 강제 수용(1830년), 세 차례에 걸친 인디언 학살(약 300만 명 학살, 어린이와 여성 포함), 인디언들의 식량 동물인 들소 학살 등 인디언 말살 정책을 통하여 그들의 토지를 강탈하였다. 물론 인디언들은 그들의 생활 터전을 지키기 위해서 백인들에게 저항했으나, 백인들의 화력을 이길 수는 없었으며 인디언들의 참정권을 인정한 1930년대까지 차별 받으면서 살았다.
미국은 영토 면적이 넓었기 때문에 자연히 북부와 남부의 주산업은 다를 수밖에 없었는데, 북부는 산업, 공업, 어업을 기본으로 하여 발전해 나갔고, 토지가 비옥한 남부는 농업, 플랜테이션 등을 통해 발전해 나갔다. 이에 따라, 남부인들은 자신들의 농업을 뒷받침해줄 노예제를 원했으며, 북부인들은 인간 평등이라는 원칙하에 노예제 폐지를 원하였다. 그리고 이 갈등이 깊어지면서 결국에는 남북 전쟁을 일으키고 만다.

### 미국 멕시코 전쟁

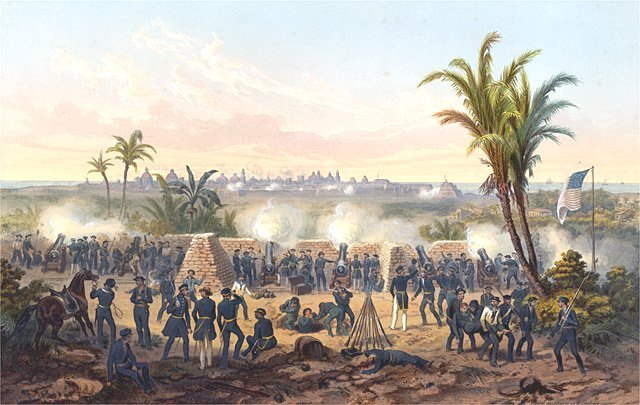
베라크루즈 전투

미국인은 나라의 국경을 넘어 북아메리카 특히 오리건, 캘리포니아 및 텍사스에서 확대해 나갈 권리에 대해 아무런 의문도 품지 않았다. 1840년대 중반까지 미국의 팽창주의는 ‘명백한 운명’이라는 사상으로 나타났다. 1836년 텍사스 혁명으로 텍사스 공화국이 성립되었지만, 멕시코는 이 땅을 자국의 영토로 여겼다. 그러나 1845년 텍사스 합병으로 텍사스가 미국의 주가 되자 전쟁이 일어나게 되었다.
1846년 5월 의회는 멕시코에 선전 포고했다. 멕시코는 미군의 대포 공격에 견디지 못했고, 보급품의 고갈뿐 아니라 지휘 계통의 분열로 패배를 당했다. 1848년 과달루페 이달고 조약으로 미국은 리오그란데강을 경계로 하는 텍사스주와 캘리포니아주와 뉴멕시코주를 받았다. 이후 13년간 멕시코에서 획득한 영토는 북부와 남부의 노예 제도의 확장을 둘러싼 당파적 긴장 관계를 좌우하는 것으로서 정쟁의 초점이 되었다.

## 내전의 시기 (1849-1865)

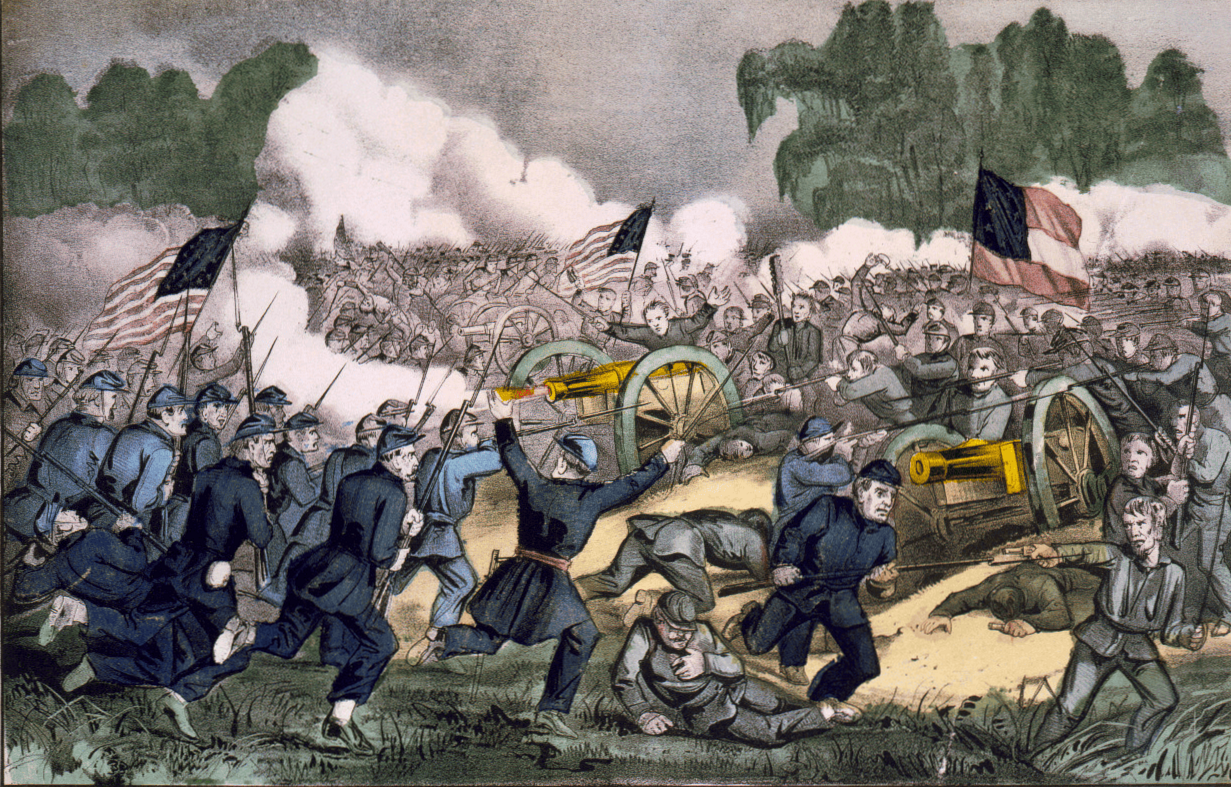
게티즈버그 전투 1863년.

미합중국이 서부로 영토를 확장하는 단계에서 북부는 산업 혁명을 맞이하게 되었고, 공업화가 진행되었다. 반면, 남부는 면화 생산을 주요 산업으로 하고 있었다. 북부 공업 지대는 유럽과 공업 제품 수출 경쟁의 균형에서 자국 산업 보호를 호소했고, 관세를 부과하는 등 보호 무역을 요구했다. 한편, 남부 농업 지역은 자유롭게 면화를 수출하고 싶었기 때문에, 자유 무역과 관세 철폐를 요구했다. 이렇게 남북의 대립이 매우 깊어졌다.
또한 중공업화가 진행되고 있는 북부에서는 노동자 부족 사태에 직면하고 있었기 때문에, 19세기 초반에 속속 흑인 노예를 해방하고 노동자로 이용했다. 이 해방 노예의 일부는 아프리카 대륙으로 귀환을 원했으며, 아프리카 서해안에 라이베리아가 세워졌다. 한편, 남부에서는 19세기 중반에도 흑인을 노예로 사용했고, 광대한 플랜테이션 농업을 하고 있었지만, 북부 공장을 경영하는 자본가는 풍부한 흑인 노동력을 필요로 하고 있었다. 그러나 영국에서의 면화 수요가 확대되면서, 남부에서는 점점 흑인 노예의 노동력에 의존하는 산업 구조가 되었다.
영토가 서부로 확장되면서, 식민지의 인구가 증가함에 따라 이러한 식민지를 주로 승격하게 되었을 때, 이러한 새로운 주에 노예제를 적용할 지에 대해 남북이 대립하였다. 1854년, 북부를 중심으로 노예제 반대를 호소하는 공화당이 창당되었고, 남부 농민의 지지를 받았던 민주당과 대립했다.

### 분리 선언
1860년 공화당 에이브러햄 링컨이 대통령이 되었다. 그는 흑인 노예 해방을 공약으로 내세워 북부 자본가들의 환영을 받았다. 그러자 남부의 노예주는 반발을 했고, 남부맹방을 결성하여 분리를 선언했다. 미합중국은 그들을 인정하지 않았고, 1861년 4월 남북 전쟁이라는 형태로 내전이 발생했다.

### 남북 전쟁

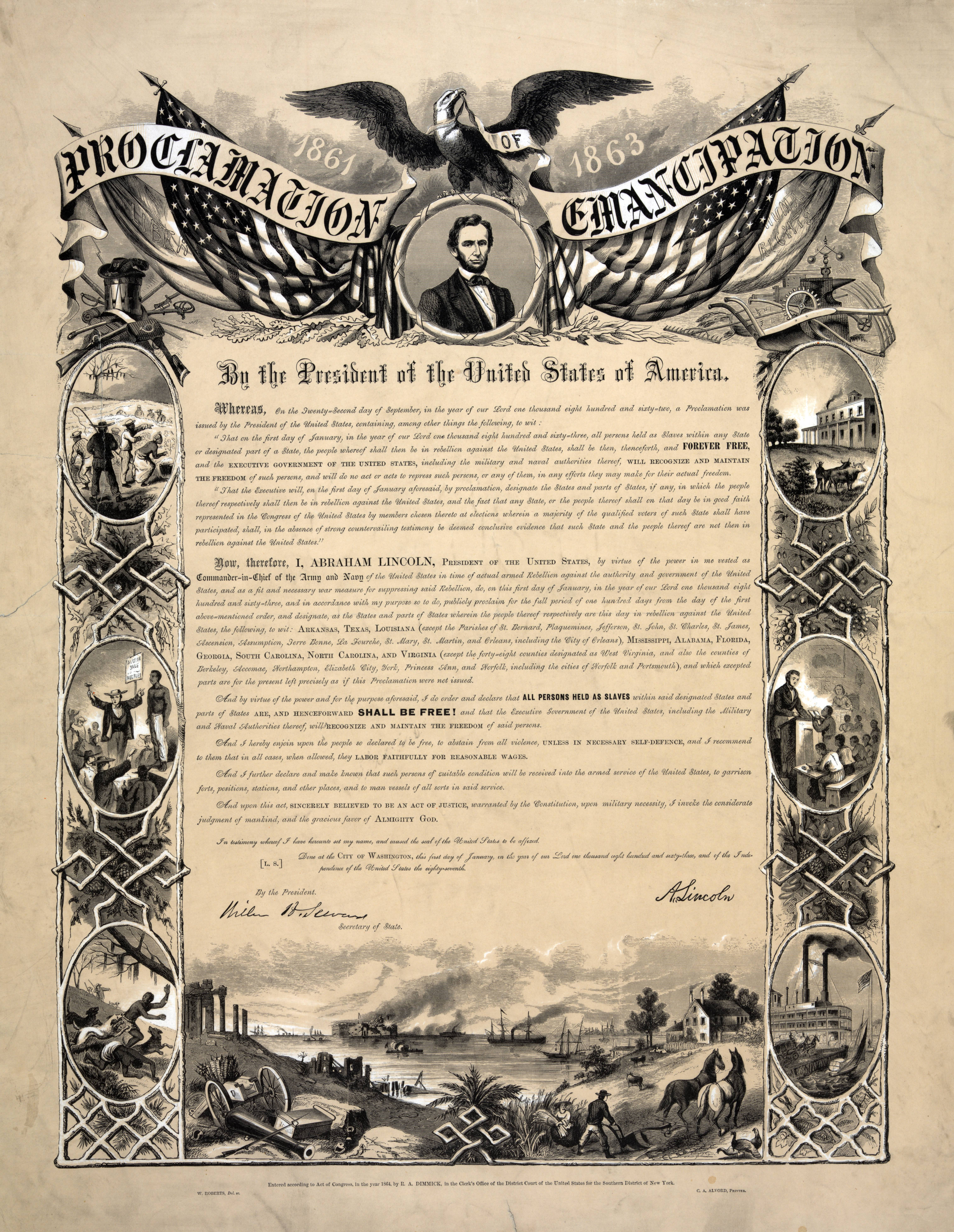
노예 해방 선언문, 1863년 1월 1일

1861년 4월, 남부맹방군이 사우스캐롤라이나주 찰스턴 항의 섬터 요새를 포격하는 것으로 시작되어 1865년까지 4년 동안 지속되었다. 초반에는 남군이 유리한 전쟁을 이끌었지만, 북군은 해상 봉쇄 등으로 대항하였고, 1863년에 링컨은 〈노예 해방 선언〉을 발표하면서 급속하게 지지를 확대하였다. 결국 게티스버그 전투에서 북군이 승리를 거두면서 남군의 세력이 약화되었다. 1865년, 남부맹방은 항복했고 미합중국은 다시 통일되었다.
링컨은 헌법을 개정하여 ‘노예제 폐지’를 명문화하고 흑인에게 시민권이 주어졌지만, 그는 배우 로로 분장한 남부 출신의 무장 존 윌크스 부스(John Wilkes Booth)에게 암살당했다. 흑인은 노예 제도에서 해방되었지만, 사회적인 차별과 인종 차별, 박해로부터 보호받지 못했고, 쿠 클럭스 클랜 등에 의한 린치는 20세기 중반이 지나서도 많은 흑인 생명을 계속 빼앗아 갔다. 노예 해방 후 남부는 플랜테이션 농가의 많은 산업의 기반을 잃고 몰락했지만, 속으로는 해방 노예를 소작농으로 고용하여 남북 전쟁 전과 실질적으로 다를 바 없는 경영을 계속한 대규모 농가도 많이 존재했다.
미국 산업 발전의 토대를 다졌던 것은 미국의 분열로 말미암은 남북 전쟁이었다. 이 전쟁에서 공업 국가를 지향하던 북부의 자본주의 세력이 농업 국가를 지향하던 남부 지주 세력을 격파함으로써, 남북 전쟁 이후 미국 산업은 공업 중심으로 움직이게 되었다. 만약 이 전쟁에서 남부가 승리하였다면, 오늘날의 미국은 북아메리카의 중견국에 불과했을지도 모른다. 또한 이 전쟁은 그 당시까지도 뿌리 깊었던 지역감정을 해소하는 데에 어느 정도 도움이 되었다.
남북 전쟁 후, 미국의 철도 회사들은 빨라지는 내부 교역에서 창출되는 이익을 알아차리기 시작했고, 서부 펜실베이니아의 삼림 지대에서 석유붐이 일어났다. 타이터스빌 같은 전원 도시들은 검은 시냇물이 흐르고 대기가 기름으로 흐려진 악명 높은 땅으로 바뀌었다.

### 재건
재건은 링컨의 1863년 1월 1일 〈노예해방선언〉부터 시작하여 ‘1877년 타협’까지 지속되었다.
링컨이 당면한 문제는 해방 노예(Freedmen이라고 불렀던)의 지위와 충성심과 전 반란군들의 시민권, 즉 11개 남부맹방에 가담한 반란군들의 지위였다. 연방 정부의 권력은 미래의 내전을 예방하기 위해 필요했고, 의회나 대통령이 주요한 결정을 해야하는가의 문제였다.
심각한 기아와 고용되지 못한 해방 노예의 이주의 위협은 군이 운영하는 해방노예국(Freedman's Bureau)으로 해소시키려 하였다.
흑인의 시민권 확대를 위한 3개의 재건수정안이 통과되었다. 미국 헌법 수정 제13조는 노예 제도를 불법화시켰고, 수정 제14조는 흑인에게 다른 시민권자들과 동등한 권리를 보장하였으며, 수정 제15조에서는 유색 인종의 선거권을 박탈하지 못하도록 하였다.
비록 전 남부맹방은 약 2년간 대부분의 남부 주들을 장악했었지만, 그러한 상황은 1866년 의회 선거에서 공화당 급진파가 효과적으로 의회를 장악하게 되었을 때 사정이 바뀌었다. 반란군들과 손쉬운 재통합을 추구하려고 했던 앤드루 존슨 대통령은 1표차로 탄핵을 모면하기는 했지만, 실질적으로 무력화되었다. 의회는 흑인들에게 투표권을 부여하였으며, 흑인의 고용주가 된 전 남부의 반란군들에게는 공직에 진출할 권한을 박탈하였다. 새로운 공화당 정부는 해방 노예와 카펫배거(북부에서 남부로 새로 온 사람) 그리고 스캘러왜그(토종 남부 백인)의 통합에 근거한 권력을 행사하였다. 그들의 연방군에 의한 무력의 후원을 받았다. 반대자들은 그들이 타락하고, 백인의 권리를 침해한다고 반발했다. 주마다 그들은 보수적 민주당 연합에 권력을 상실하게 되었으며, 그리고 1877년 경에는 완전한 남부의 통제권을 얻었다. 과격한 재건에 대한 반동으로 백인우월론자이면서, 흑인의 시민권과 공화당의 통치에 반대하는 쿠 클럭스 클랜이 1867년에 등장했다. 율리시스 그랜트의 강력한 1870년 쿠 클럭스 클랜 법안의 강화로 클랜을 봉쇄하고, 해체할 수 있었다. 그러나 1870년대 남부 주에서 백인의 기득권을 다시 얻고자 일했던 화이트 리그나 레드 셔츠와 같은 무장단체도 있었다.
재건은 논란이 많았던 공화당 후보 러더퍼드 헤이스와 민주당 후보 새뮤얼 J. 틸던 사이의 1876년 미국 대통령 선거 이후에 끝이났다. 타협을 통해 헤이스는 선거에서 승리하였고, 연방 정부는 남부에서 군대를 철수 시켰으며, 남부의 민주당은 국가 정치계로 귀환할 수 있었다. 그리하여 1890년 이후 남부 주는 효율적으로 흑인들로부터 투표권을 박탈할 수 있었다. 흑인들은 공공장소에서 격리되었고, 〈짐 크로우 법〉으로 알려진 제도에서 2급 시민으로 남았다. 이러한 상황은 1964년에서 1965년까지 벌어졌던 시민권 쟁취 운동이 성공할 때까지 지속되었다.
19세기 후반은 미국의 발전과 서부의 정착으로 특징된다. 처음에는 왜건의 행렬로 이후에는 대륙 횡단 철도의 완성으로 서부를 공략하였고, 이것은 서부의 정착민이었던 인디언들이 대대로 살고 있던 땅을 침범하는 것이었다. 점점 미국은 그들의 땅을 구매해갔고, 그들의 항의를 일축하여 대부분의 종족을 제한된 보류지로 밀어넣었다. 1894년 미국 인구국은 다음과 같이 밝히고 있다.
| “ | 미 연방정부 하에서 인디언 전쟁은 40 차례 이상 지속되어 왔다. 이런 잦은 전쟁으로 개별적인 전투에서 사망한 사람을 포함해서 19,000명 이상의 백인과 여성, 아이들의 목숨을 앗아갔고, 30,000명의 인디언의 사망자를 냈다. | ” |

### 도금 시대
도금 시대라는 용어는 19세기 미국이 급격한 부와 자산의 팽창을 가져오자, 마크 트웨인이 이 시대의 번영을 설명하기 위해 사용한 말이다. 개혁의 시대는 〈공무원법〉(Civil Service Act)을 포함하고 있었으며, 그것은 행정직 응시자에 대한 경쟁 시험을 강제하는 것이기도 하였다. 다른 중요한 법제화로는 〈주간 상법〉(Interstate Commerce Act)이 있었으며, 이것은 소형화물 선적자에 대한 철도의 차별을 없애고자 한 법이었다. 〈셔먼 반트러스트법〉(Sherman Antitrust Act)은 상업에서 독점의 폐해를 막기 위해 독점을 불법화시킨 법안이었다. 트웨인은 이 시대가 땅투기와 정치 추문, 비윤리적인 사업 관행과 같은 요소들로 타락한 시기였다고 믿었다.

## 서부 개척 시대(1865-1890)

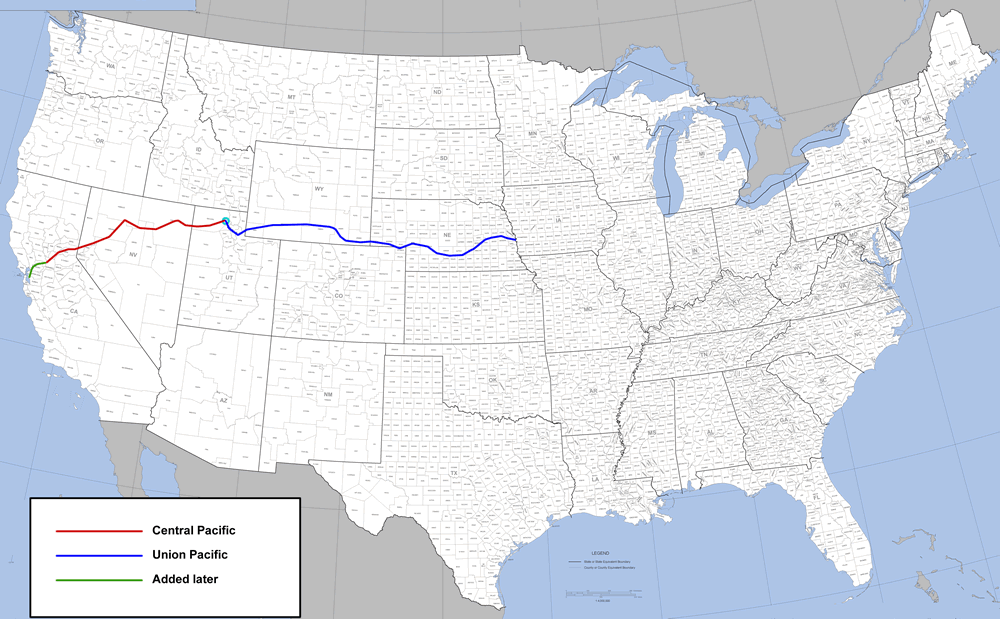
대륙횡단철도

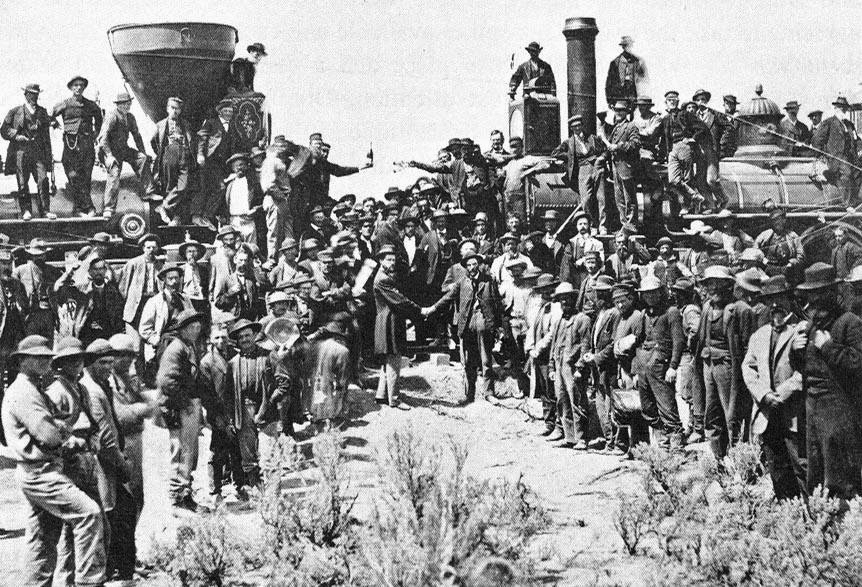
대륙횡단철도 연결

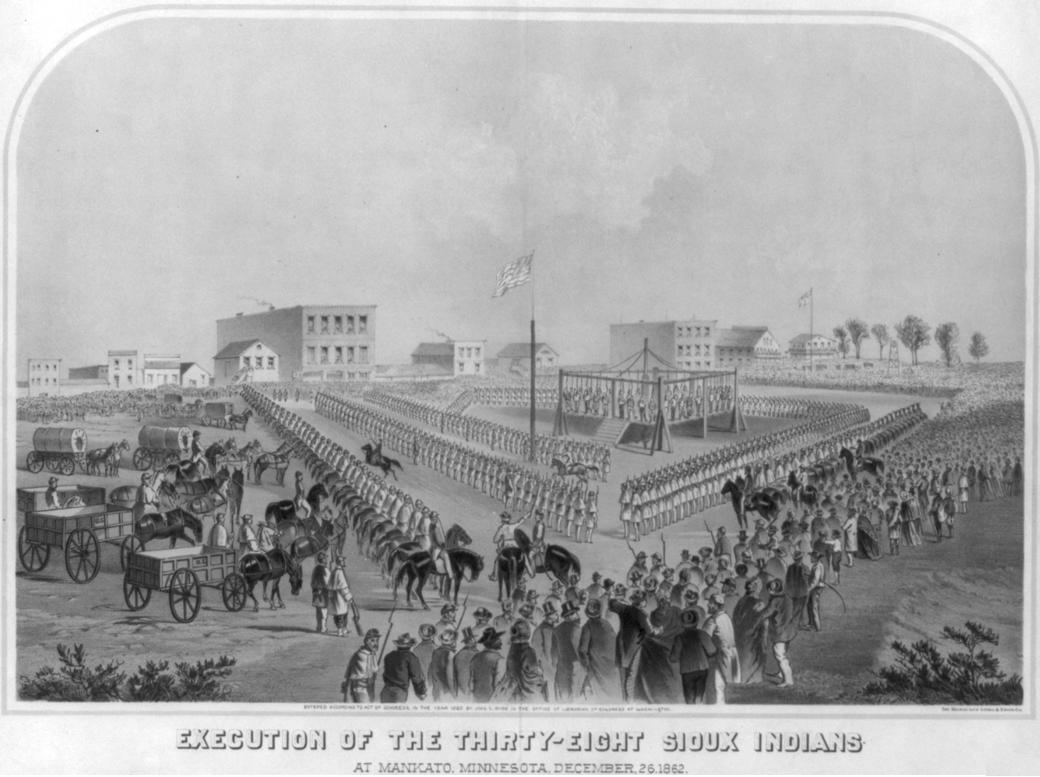
1862년, 보류지에서 굶주림에 시달린 다코타 수 족이 폭동을 일어켜 진압되었고, 38명의 전사들이 일제히 교수형을 당했다. 처형되었다. 이 처형 기록은 아직도 미국 역사 상 최대의 기록이다.

### 홈스테드법
미국의 서부 확장에서 가장 큰 사건은 1862년 제정된 《홈스테드법》이었다. 홈스테드법으로 개척자는 160에이커 (650,000m² = 196,625평)의 농장 부지를 공정 가격에 살 수 있었다. 그 밖에도 오리건 준주의 개척자 해방, 텍사스 혁명, 오리건 트레일의 개설, 1846년부터 1847년에 걸친 후기성도들의 유타주 이주, 1849년 캘리포니아주에서 골드러시(이 시기의 이주자를 1849년과 연결시켜 포티나이너스(Forty-niners, 49ers)를 불러왔고, 1859년 콜로라도주에서 골드러시, 1869년 5월 10일의 대륙 횡단 철도의 개통으로 이어졌다.

### 대륙횡단철도
영토는 태평양에 도달했지만, 동서 교통은 마차 또는 선박에 의존하고 있었다. 육상 교통인 마차는 이동을 위해 반년이 소요되었고, 대평원과 로키산맥을 넘어야 했으며, 인디언의 땅을 침범해서 공격받기도 하는 위험한 교통 수단이었다. 선박은 대량 교통 수송 수단이었지만 남미 대륙의 남단을 돌아가기 때문에 이동에 4개월이 걸렸고, 또한 남미 남단의 해역은 항상 거칠어 사고가 빈발했다. 이러한 교통망의 미비로 골드 러시로 인구가 급증했지만, 서부에는 기간 산업도 없고 발전이 늦어져 육지의 고도와 같은 상태였다. 이것은 남북 분열에 이어 서부 분열의 가능성을 포함한 문제였으므로, 링컨 대통령은 남북 전쟁 중에도 동서 교통 기관이 되는 대륙 횡단 철도 건설을 진행했다.
철도 건설은 고난의 연속이었다. 서부에서는 중국인 이민자들이 새로 몰려들기 시작했고, 시에라네바다산맥에서 저임금 노동자로 일을 했지만 폭발물인 니트로글리세린을 안전을 경시한 채 사용하여 다수의 사망자를 냈다. 동쪽에서 배고픈 백인이 동원되었고, 철도 연선에 노동자 도시를 형성했지만, 이 새로운 도시는 무법천지였으며, 유입된 무법자의 강도 행위가 빈발했기 때문에 노동자는 스스로 무장하여 싸우면서 선로를 건설했다. 또한 무법자를 재판없이 처형한 이른바 〈린치법〉이 제정되어 일정한 억지력이 되었다. 또한 생활권을 위협받는 것을 두려워 하지 않는 인디언이 선로에서 백인 노동자들을 살육했기 때문에 정부는 2,000명의 군대를 연선에 투입해 제압을 해야했다. 1869년에 최초의 횡단 철도가 개통한 것을 시작으로 잇달아 개통되었다. 남북 전쟁의 잔무 처리도 끝나, 미국은 실질적으로도, 정신적으로도 국토가 하나가 되었다.
미국은 마침내 철도 건설을 방해하는 서부 인디언의 생활의 식량인 버팔로를 정책으로서 멸종시키는 전략을 취했다. 조직적인 버팔로 학살로 평원의 버팔로는 그 수가 줄어들어 19세기 초에는 4,000만 마리에 달하던 버팔로가 1890년 경에는 1000마리 이하로 줄어들었다. 평원의 인디언들은 생활의 터전을 빼앗기고, 보류지에서 굶주리게 되었다. 또한 1875년 경 앨버츠 스웜(Albert's swarm) 등의 황해를 일으키고 있던 로키 산맥 메뚜기도 버팔로가 감소하면서 초원의 환경이 격변한 결과 1902년 경에는 멸종하게 되었다.
횡단 철도의 완성으로 서부와 물류 교류가 활발해지면서 서부 개척 시대가 도래하지 못했다. 하지만 광대한 서부에서는 방목이 활발히 이루어지게 되었다. 소를 쫓는 생활을 하는 카우보이는 서부를 상징하는 것이 되었고, 텍사스에서 국토를 종단하여 기차역까지 소를 몰아가는 롱 드라이브 같은 생활 방식도 태어났다. 농업은 적은 인구로 효율적으로 생산하기 위해 기계화가 진행되어, 대규모 농업을 할 수 있었다. 철도, 도로망을 확장해서 서양과의 일체화가 진행되면서, 국내 시장 확대는 공업 산업을 비약적으로 높였다. 그러나 법 질서가 확립되지 않았던 서부에서는 갱과 도둑에 의해 치안이 악화되었고, 이를 방지하기 위해 보안관 제도가 등장했다.

### 인디언 전쟁
미합중국의 영토는 서쪽으로 태평양까지 뻗어나갔지만, 1868년에 북부 알래스카를 러시아 제국으로부터 유상으로 구입했다. 서부 인구는 더욱 증가했고, 급속도로 생활권을 빼앗긴 인디언은 1860년대에서 1870년대에 걸쳐 각 부족이 일제히 봉기했다. 이것이 미국 인디언 전쟁이었고, 미합중국 군대와 20년 이상의 싸움이 계속되었다. 결국 반란은 계속해서 진압되어 갔지만, 나바호 족처럼 영토를 일시에 완전히 몰수당하거나(롱 워크), 보류지에 유폐되었다. 인디언 지도자는 전투에서 죽거나 독살되었고, 부족 공동체도 무너지고 인구도 감소하였다. 또한 《도스법》은 인디언 사회를 근본적으로 파괴하고 그들의 땅 대부분을 백인 농부에게 주었다.
1871년 미합중국 정부는 “미합중은 이미 인디언 부족을 독립 국가로 간주한다. 따라서 앞으로 주권 조약을 체결한다”고 선언했다. 이 시점에서 미국의 인디언 부족의 영토(보류지)는 총 51만km2에 불과했으며, 미합중국 정부는 1778년부터 1868년까지 100년 미만 시기에 인디언으로부터 1억 1000만 에이커(44만 5200km2)의 토지를 몰수하고 768만km2의 땅을 압수했다. 서부 최대의 반항 세력이었던 수족도 시팅 불이나 크레이지 호스가 죽은 후 남서부에서 아파치 족의 제로니모가 투항한 ‘운디드 니 학살’을 계기로 “개척에 방해가 되어 온 인디언 소탕 작전을 종료했다”고 선언했다. 미합중국은 1890년에 ‘국경의 소멸’을 선언했다. 인디언은 새로운 ‘동화정책’의 의도를 가지고 ‘인디언 기숙 학교’로 아이들을 강제 입학시키게 되었다.

## 제국주의 시대(1890 ~ 1918)
서부 개척 시대가 끝나자, 미합중국은 국경을 더욱 해외로 넓히자는 “밖으로 눈을 돌려야 한다”는 의식이 일어났다. 1889년에 ‘전미 회의’(Pan-American Conference)가 개최되었으며, 이 힘이 미국의 라틴 아메리카 진출을 촉구했다. 하지만 먼로주의에 기초한 미국의 전통적인 외교 정책은 계속 중시되고 있었기 때문에 식민지 획득에 대해서는 소극적이고, 유일하게 곤봉 외교 및 달러 외교에 기초한 경제적 진출을 겨냥하고 있었다.

### 미국 스페인 전쟁
미국인은 태평양 위의 섬으로 이주해 갔다. 1898년에 하와이 왕국을 조금씩 합병하여 영토를 태평양까지 확대했다. 또한 같은 해 스페인령 쿠바의 독립 전쟁에 편승하여 군선 ‘메인 호’ 폭발 사건을 계기로 스페인과 미국 스페인 전쟁을 일으켰다. 이 전쟁의 시작에는 당시 인기 있었던 신문이 큰 역할을 했다. 즉 미합중국 국민에게 반 스페인 정서를 선동하는 보도를 반복해서 보도했다. 이 신문에 의해 선동된 대중은 전쟁을 요구한 최초의 예이며, 미국 정부는 이 정보 전략을 적극적으로 이용하여 이후 전쟁 내내 활용하게 되었다.

### 미국 필리핀 전쟁
미국-스페인 전쟁과 곧이어 필리핀-미국 전쟁에서 승리하자, 중미의 많은 나라에서 미국은 스페인 세력을 몰아내고 경제 식민지(바나나 공화국)으로, 〈플랫 수정 조항〉에 따라 쿠바를 보호국으로, 푸에르토리코, 필리핀, 괌섬 등을 식민지화했다. 게다가 서구 열강과 일본에 의해 중국 분할이 진행되고 있는 동안 1899년과 1900년에 청나라 문호 개방 기회, 평등, 영토 보전의 3원칙을 제창하며 중국 시장 진출을 노렸다. 또 1905년에 러일 전쟁의 중재를 신청하는 등 국제적인 지위 향상을 목표로 했다.
카리브해 지역을 세력권으로 하는 카리브해 정책을 추진해 이 지역에서 반란이 일어날 때마다 군사적 개입을 했다(곤봉 외교). 또한 국내 동서 물류의 안정을 목적으로 한 해상 교통로의 확보를 목적으로 파나마 운하 건설권을 인수해 2만 명 이상의 사망자와 장기간의 공사를 거쳐 지어 공병까지 투입해 완성시켰다. 또한 콜롬비아로부터 분리 독립시킨 파나마에서 운하 지대의 영구조차권을 획득했다.

### 제2차 산업혁명
이 무렵, 석유와 전력을 중심으로 한 제2차 산업 혁명이 일어나, 풍부한 석유 자원을 가진 미국의 공업력은 영국을 제치고 세계 최고가 되었다. 강력한 기업 연합체와 독점 기업이 성장하여 엑셀, 앤드류 카네기, 존 모건, 존 D. 록펠러는 일약 거대 기업을 일구었고, 막대한 부를 축적했다. 이후 미국 경제는 그들 재벌에 의해 운영되게 된다.

### 이민의 물결
19세기 후반부터 유럽에서 인구가 급증하고 식량난이 빈발했다. 따라서 신천지 미국을 목표로 많은 이민자가 이주해 왔다. 1880년대 남유럽과 동유럽에서의 이민자가 증가했고, 그들은 도시에서 미숙련 노동자로 일했기 때문에 저소득 노동자로 도시 중심에 빈민가를 형성했다. 그들 새로운 이민자들은 가톨릭, 정교회와 유대교 신자였기 때문에 그 이전부터 이전 이민자 사이의 편견과 마찰이 일어나 잦은 분쟁으로 발전했다. 이러한 새로운 이민자들을 고용하여 포드 자동차가 기술, 언어 교육을 실시하여, 대량 생산 방식을 도입하였다. 또한 청나라와 일본에서도 이민자들이 발생했다. 급증한 일본 이민은 저소득 노동자로 도시 각지에서 활동했기 때문에 인종 차별을 받았으며, 이들에 대한 배척 운동이 일어났다.

## 제1차 세계 대전 (1900-1920)
'다양한 국가에서 온 사람들로 이루어진 나라이기 때문에 외국 간의 전쟁에 참여하면 국내에 문제가 생길 수 있다'면서 먼로 독트린 이래 고립정책을 고수하던 미국은, 미국 선박들이 독일의 U보트에 의해 계속 파괴되자 이에 분개하기 시작한다. 또한, 치머만 전보에 의해 멕시코 전쟁으로 얻었던 땅을 뺏길 위험에 처하자, 그동안 평화를 주장하며 전쟁 참가를 꺼려왔던 우드로 윌슨 대통령은 1917년 4월 6일, 독일과 오스트리아-헝가리 제국에 선전 포고를 하였고, 제1차 세계 대전에 참전한 미국은 승전국이 되었다. 제1차 세계대전 때 미국은 헌법을 개정해 징병제를 부활하였으나, 미국 최초의 헌법과 같이 독신 남성만 징집시켰다.
1910년부터 1930년 사이에 200만명이나 되는 남부의 흑인들이 인종 차별을 피하며 뉴욕, 시카고, 디트로이트, 클리블랜드 등의 북부 도시들로 이주하였다.

## 세계 경제 대공황(1929-1939)
제1차 세계 대전 기간 동안 전쟁 물자를 팔아 수익을 올렸던 미국 공장들은 전쟁이 끝나면서 수요가 사라지자 부도를 내며 문을 닫았고, 이에 따라 많은 실업자가 생겨났다. 실업자들은 수익이 없었기 때문에 물품을 살 수 없었고, 이에 따라 다른 공장들도 문을 닫기에 이른다. 또한, 연방준비은행이 통화량을 늘렸기 때문에 1921년 6월 317억 달러였던 통화량이 1929년 6월에는 457억 달러가 되어 44%나 늘어났다. 통화 가치가 떨어지고 돈이 넘쳐나자 돈 벌기가 쉬워졌고, 많은 사람들이 수익을 노리고 주식에 투자했다. 뉴욕의 큰 은행들이 산하 모든 브로커 기관들에게 ‘24시간 이내 지불조항’을 이용하여 융자해준 모든 콜 대출을 24시간 내에 전부 거둬들이라고 지시하자, 주식 브로커나 주식을 산 모든 사람들이 빚을 갚기 위해 금액에 관계없이 소유한 주식을 전부 급히 팔아야 했고, 그 결과 주식 시장은 아수라장이 되었다. 이것이 바로 검은 목요일(Black Thursday)에 일어난 악명 높은 1929년의 대공황(The Great Crash 1929)이며, 그 여파로 전 세계가 공황에 휩싸이게 되었다. 대공황이 일어나자 많은 사람들이 거래 은행으로 달려가, 있는 대로 돈을 찾아 증권 회사에 대출금을 갚으려 했기 때문에 상황은 더욱 악화되었다.

## 제2차 세계 대전 (1939-1945)
제1차 세계 대전 이후 과도한 전쟁 배상금을 떠맡았던 독일은 나치즘을 기반으로 독일인의 마음을 사로잡은 독재자 아돌프 히틀러 휘하에서 1939년 9월 1일 선전포고도 없이 폴란드에 침공함으로써 제2차 세계 대전을 일으켰다. 이미 내부적으로 경제 대공황이라는 문제점을 떠안고 있던 미국인들은 전쟁에 참가하는 것을 반대했으나 1941년 12월 7일, 일본 제국이 진주만을 공습하자 미국은 그 복수로 연합국에 참가한다.
제2차 세계 대전을 승리로 끝낸 미국은 크게 부상하게 되는데, 그것은 제2차 세계 대전 중에 유럽 각국에서 돈과 장비에 대한 수요가 늘어난 음식 을 잘 이용한 덕분이다.

## 냉전과 흑인 해방 운동 (1945-1964)

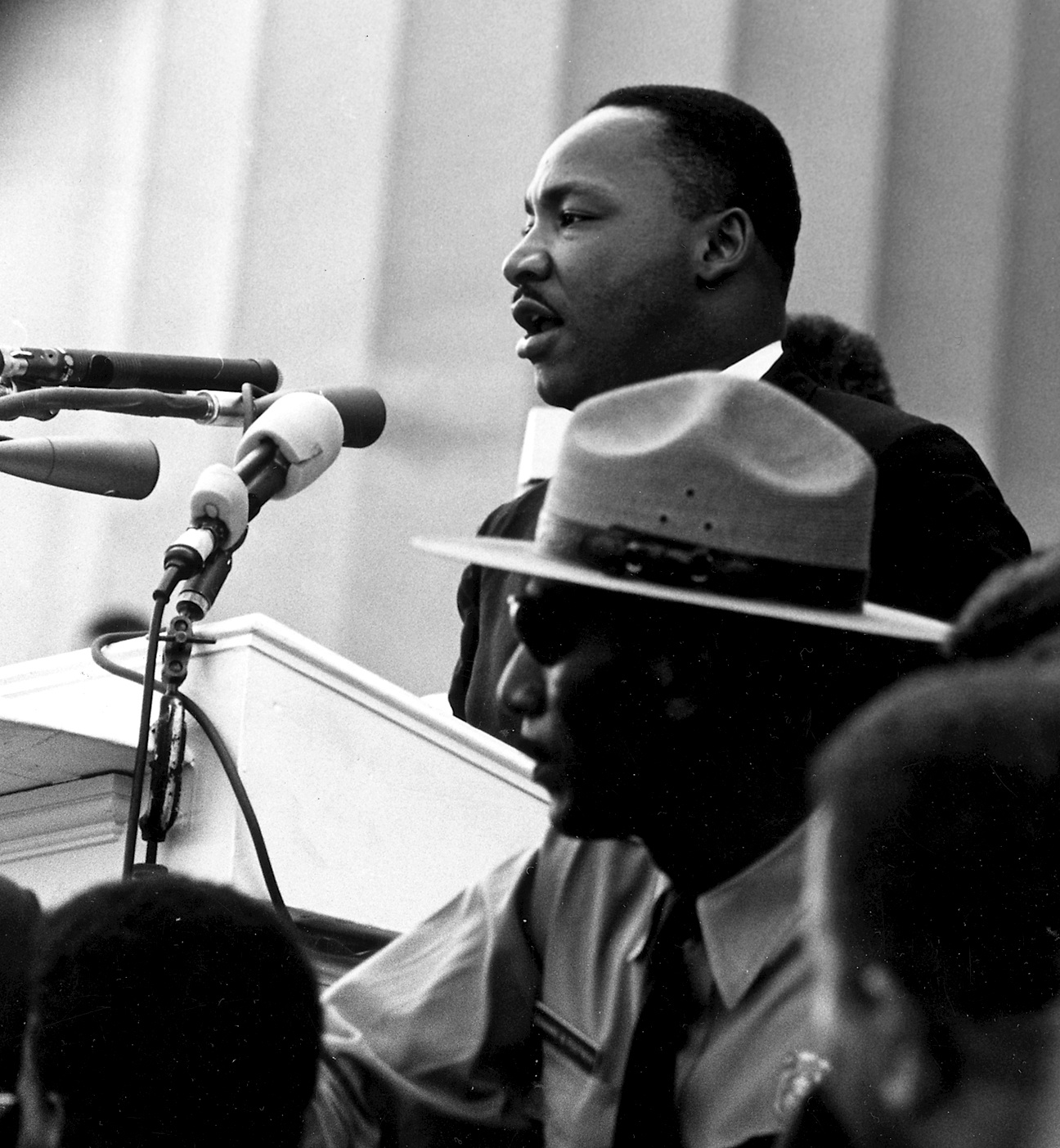
연설하고 있는 마틴 루터 킹

냉전은 제2차 세계 대전 이후 사회주의 진영과 자본주의 진영 간의 정치·외교·이념상의 갈등이나 군사적 위협의 잠재적인 권력투쟁으로, 일반적인 전쟁인 실제 무력의 사용(이를 열전이라 한다)과 대조되는 개념이다. 1945년 5월 나치 독일이 항복하자 자본주의 국가인 미국과 영국, 사회주의 국가인 소련 사이의 불안정한 전시동맹관계가 해체되었고, 이에 양측은 서로의 세력이 극대화하는 것을 막기 위해 여러 전략을 사용하기에 이른다. 특히 미국은 전쟁으로 인해 많은 피해를 입은 국가들이 공산주의 체제로 돌아서는 것을 막기 위해 동유럽에 막대한 금액의 지원금을 원조하였고, 미국의 상 ·하양원합동회의에서 미국이 공산세력을 저지하는 데 지도적인 역할을 해야 한다는 트루먼 독트린을 성명하기도 했다. 그 후 미국, 영국과 소련은 세계 각지에서 서로를 제압하기 위해 권력을 행사하였고, 한국과 독일이 분단에 이르는 결과를 낳기도 한다.
1960년대는 마틴 루서 킹이 공민권 운동을 이끈 시대이기도 하며, 백인과 흑인의 사회적 인종 차별을 법으로 규정한 짐 크로 법(Jim Crow laws)이 폐지되었던 때이기도 하다.
- 마셜 계획
- 쿠바 미사일 위기
- 한국 전쟁
- 냉전

## 격동의 시대 (1964-1980)
이 시기는 변화의 시대라고 불리기도 한다. 말 그대로 미국이 가장 많은 변화를 겪은 시대이다. 냉전은 1960년대와 1970년대를 통해 계속되었고, 미국은 이 와중에 베트남 전쟁에 참전하여 역사상 처음으로 대패를 기록한다. 미국 내부에서는 린든 B. 존슨 대통령이 위대한 사회 정책을 통해 '가난과 인종 차별을 없애려는' 시도를 하였으나 베트남 전쟁으로 인해 필요한 만큼의 지원을 받지 못해 크게 성공하지는 못한다.
그러나 이 시대의 미국은 다양한 정치적·사회적 변화를 겪으며 국민들의 의식이 크게 성장하였으며, 공민권을 위한 투쟁도 이 시기에 시작되었다. 존슨 대통령에 이은 리처드 닉슨 대통령은 워터게이트 사건으로 미국 역사상 최초로 임기 중 사임한 대통령이 되었으며, 1970년대 초반에는 우주 정거장이 건설되기도 한다.

## 현대 (1980-현재)

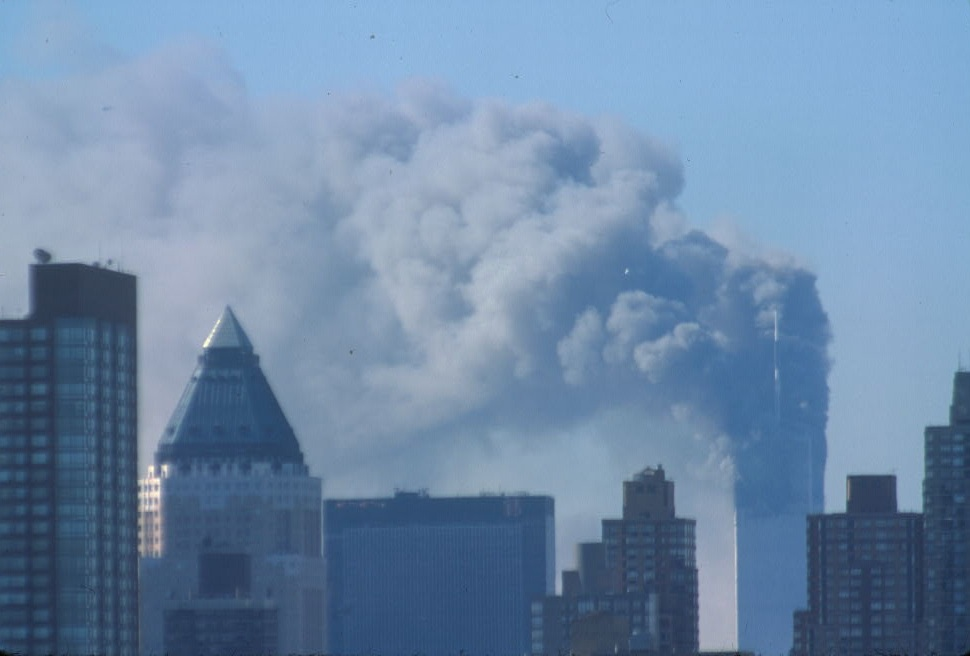
2001년 9월 11일, 9·11 테러.

1981년 취임한 로널드 레이건 대통령과 1989년 취임한 조지 H. W. 부시 대통령은 전형적인 신자유주의 정책을 펼쳤다. 시장의 구매력을 높이기 위해 세금을 3분의 1로 감면하고, 복지 정책을 축소하였으며, 군비 지출을 늘리며 사상 최대의 재정 적자를 기록하였다. 이로 인해 미국 산업의 구조적 취약점은 개선되지 못한 상태에서 새로운 구매력은 수입품에 압도적으로 몰렸으며 사상 유례가 없는 무역 적자를 기록하게 되었다.
1991년 소련이 붕괴되자 명실상부 전 세계 유일한 초강대국으로 부상한 미국은 세계 평화를 책임지겠다고 표방하고, 이에 거슬리는 여러 나라에 대항하여 전쟁을 일으켰으며, 동시에 내부적으로도 경제적, 정치적 정책을 통해 성장을 거듭한 시대이다. 1993년 빌 클린턴 대통령이 취임한 이후 미국은 국가적 자존심을 다시 회복하여 중동과 발칸 분쟁을 중재하였으며, 경제도 회복세를 보였다. 다만 이러한 부흥은 정보통신 산업에 의존한 면이 컸기에, 이들에 대한 수요가 감소하자 2000년 닷컴 버블로 대표되는 위협을 받기도 하였다.
2001년 조지 W. 부시 행정부의 출범 이후 이라크가 대량살상무기등으로 세계 평화를 위협한다는 이유로 걸프 전쟁, 이라크 전쟁 등을 일으켰고, 이에 반발하는 세력들에 의해 많은 테러의 위험에 노출되었다. 그러나, 미국이 이라크 전쟁을 일으킨 이유인 이라크의 대량살상무기 보유는 사실이 아님이 밝혀져 이라크 전쟁은 명분없는 전쟁이라는 비난을 받게 되었다. 2001년 9월 11일에는 오사마 빈 라덴이 이끄는 이슬람 테러리스트들에 의해 세계 무역 센터가 테러 당했으며, 이에 대한 보복으로 조지 W. 부시 대통령이 아프가니스탄을 점령하고 오사마 빈 라덴을 비호한다는 이유로 탈리반 정권을 붕괴시켰다. 그 이후 부시 대통령은 테러와의 전쟁을 선포했으며 이라크를 공격하고 사담 후세인을 체포하기도 하였다. 이라크 전쟁은 프랑스, 독일 등 많은 국가가 반대하였으나 미국은 이를 강행하였다.
2009년 제44대 미국 대통령 버락 오바마가 출범함으로써 미국 역사상 최초의 유색인종 대통령이 탄생되었다. 오바마는 2013년에 다시 대통령으로 출범했다. 2017년에는 최초의 기업인 출신 대통령 도널드 트럼프가 당선되었다.

## 같이 보기
- 한국계 미국인
- 미국의 이민
- 콜럼버스 이전의 시대
- 미국의 역사 (1865-1918)
- 미국의 역사 (1945-1964)
- 미국의 역사 (1964-1980)
- 미국의 역사 (1776-1789)
- 미국의 역사 (1991-2008)
- 미국의 역사 (1789-1849)
- 미국의 역사 (1918-1945)
- 미국의 역사 (1849-1865)
- 미국의 역사 (1980-1991)
- 미국의 역사 (2008-현재)